# Looze
Looze é uma comuna francesa na região administrativa de Borgonha-Franco-Condado, no departamento de Yonne. Estende-se por uma área de 6,39 km². Em 2010 a comuna tinha 459 habitantes (densidade: 71,8 hab./km²).